# District de Haute-Franconie
Le district de Haute-Franconie (en allemand : Regierungsbezirk Oberfranken) est une des trois circonscriptions de Franconie et une des sept circonscriptions (Regierungsbezirke) de Bavière.
Elle est située au nord-est de ce Land, le plus étendu des seize Länder 
d'Allemagne. Sa capitale est Bayreuth.

## Subdivisions administratives

### Villes-arrondissements(Kreisfreie Städte)
- Bamberg
- Bayreuth
- Cobourg
- Hof

### Arrondissements(Landkreise)
- Arrondissement de Bamberg
- Arrondissement de Bayreuth
- Arrondissement de Cobourg
- Arrondissement de Forchheim
- Arrondissement d'Hof
- Arrondissement de Kronach
- Arrondissement de Kulmbach
- Arrondissement de Lichtenfels
- Arrondissement de Wunsiedel

### Anciens arrondissements (1862-1972)
- Arrondissement de Bamberg
- Arrondissement de Bayreuth
- Arrondissement de Cobourg
- Arrondissement d'Ebermannstadt (de)
- Arrondissement de Forchheim
- Arrondissement d'Höchstadt-sur-l'Aisch (de)
- Arrondissement d'Hof
- Arrondissement de Kronach
- Arrondissement de Kulmbach
- Arrondissement de Lichtenfels
- Arrondissement de Münchberg (de)
- Arrondissement de Naila (de)
- Arrondissement de Pegnitz (de)
- Arrondissement de Rehau (de)
- Arrondissement de Stadtsteinach (de)
- Arrondissement de Staffelstein (de)
- Arrondissement de Wunsiedel

## Population
| Année | Population |
| ----- | ---------- |
| 1900  | 608 116    |
| 1910  | 661 862    |
| 1939  | 790 151    |
| 1950  | 1 088 721  |
| 1961  | 1 056 087  |
| 1970  | 1 079 131  |
| 1987  | 1 036 576  |
| 2002  | 1 112 655  |